# 安縣太平橋
太平橋位於四川省綿陽市安縣雎水镇，文物遺址年代判定為清代。是建于清朝嘉庆四年（1799年）的单孔石拱桥。每年3月间，当地春社有踏桥活动。
2007年6月1日公佈為四川省第七批文物保護單位。2008年5月，太平桥受汶川大地震影响，桥体受损。2009年、2010年踩桥活动停止。2010年4月，进行桥梁修复工作。2011年3月，踏桥活动恢复。